# Ordenspreussen
Ordenspreussen motsvarade Ostpreussen och uppstod efter trettonåriga kriget (1453-66) mellan Polen-Litauen och Tyska Orden.
Tyska Ordens område delades i två hälfter: det västra Preussen återinlemmades i Polen och blev Kungliga Preussen, det återstående Ostpreussen blev en polsk vasallstat och kallades Ordenspreussen. Ordenspreussen var polsk vasall från 1466 till 1525, då det förvandlades till hertigdömet Preussen när Tyska Ordens högmästare Albrecht von Brandenburg-Ansbach med den tolerante polske kungen Sigismund I:s tillåtelse sekulariserade sin statsbildning. Så uppstod världens första lutherska stat, där Albrecht installerade sig själv som hertig istället för kyrklig högmästare. Från 1618 är hertigdömet Preussen i personalunion med kurfurstendömet Brandenburg och 1657 gör sig hertigdömet självständigt från Polen genom att alliera sig med Karl X Gustavs Sverige som anfaller Polen 1655–1660. År 1701 utropar sig det självständiga hertigdömet till kungariket Preussen.